# Берсиров, Батырбий Махмудович
Батырбий Махмудович Берсиров (6 апреля 1939, аул Хакуринохабль, Адыгея) — языковед, организатор науки, доктор филологических наук, профессор, 1-й министр науки и образования Республики Адыгея (1992—1999), директор Адыгейского республиканского института гуманитарных исследований (2009—2017). Заслуженный деятель науки Кубани и Адыгеи. Первый вице-президент Адыгской (Черкесской) международной академии наук, академик Российской академии педагогических и социальных наук.

## Биография
Родился в ауле Хакуринохабль. Окончил Кавказское отделение филологического факультета Тбилисского государственного университета. В 1963—1966 — заместитель директора Пшизовской средней школы Шовгеновского района, 1966—1985 — преподаватель, доцент кафедры адыгейского языка и литературы и кафедры общего языкознания АГУ. В 1988—1991 — преподаватель теоретического языкознания и русского языка в вузах Германии, 1992—1999 — министр науки и образования Республики Адыгея. С 1994 — профессор кафедры общего языкознания.
Директор Адыгейского республиканского института гуманитарных исследований (2009—2017).

## Семья
Женат, имеет троих детей; любит работать на даче.

## Награды и звания
- Медаль «Слава Адыгеи» (2019)[1] — высшая награда Республики Адыгея[2].
- Отличник народного просвещения Российской Федерации (15.07.1995 г.)
- Заслуженный деятель науки Кубани (30.09.1995 г.)
- Почётная грамота Министерства РФ по делам гражданской обороны, чрезвычайным ситуациям и ликвидации последствий стихийных бедствий (14.09.1998 г.)
- Почётная грамота Госсовета-Хасэ Республики Адыгея (5.04.1991 г.)
- Заслуженный деятель Науки Республики Адыгея (30.04.2004 г.)
- Заслуженный работник высшей школы Российской Федерации (24.04.2008 г.)
- Медаль «За заслуги перед университетом» (28.09.2010 г.)
- Почётный знак Государственного Совета-Хасэ Республики Адыгея «Закон. Долг. Честь» (7.04.2014 г.)
- Медаль «75 лет АГУ» (2015 г.)
- Орден «Честь и слава» (Абхазия) III степени (15.10.2015 г.)
- Медаль «25 лет Республики Адыгея» (10.10.2016 г.)

## Научные работы
Автор более 50 научных работ по проблемам адыгского и общего языкознания, педагогики, организации системы образования. Основные научные работы охватывают морфологию глагола, фонетическую систему адыгских языков, их историю и развитие языка. С его участием разработаны школьные и вузовские программы по адыгейскому языку, изданы словари и учебные пособия.
- Глагольные основы в адыгских языках: Структурно-историческая характеристика, тема диссертации и автореферата по ВАК 10.02.02, доктор филологических наук Берсиров, Батырбий Махмудович